# Bettina Heinen-Ayech
Bettina Heinen-Ayech (n. 3 septembrie 1937, Solingen, Germania – d. 7 iunie 2020, München, Germania) a fost o pictoriță germană. Ea a devenit cunoscută pentru peisajele sale colorate din Algeria. Între 1955 și 2017 a avut numeroase expoziții la nivel mondial și a câștigat mai multe premii. Heinen-Ayech a murit pe 7 iunie 2020.

## Biografie
Bettina Heinen a fost fiica lui Johann Jakob Josef „Hanns” Heinen (1895-1961), un jurnalist născut în Bauchem, Germania. Timp de mulți ani, acesta a fost redactor-șef al ziarului Solinger Tageblatt și al publicației industriale Eberswalder Offertenblatt. De asemenea, a fost activ ca poet și dramaturg. Mama sa, Erna Steinhoff-Heinen (1898-1969), s-a născut în Düsseldorf și provenea dintr-o familie westfaliană din zona Soest. Bettina Heinen a avut trei frați, doi băieți și o fată; copiii au crescut într-un cămin din Solingen, Germania, caracterizat printr-o atmosferă artistică și deschisă. Familia locuia într-o casă veche cu structură din lemn, situată în districtul Höhscheid, pe locul unei foste mine de plumb. Bettina a continuat să locuiască acolo în timpul șederilor sale în orașul natal, până la bătrânețe.
În timpul celui de-Al Doilea Război Mondial, Bettina Heinen a locuit împreună cu mama și sora sa în Kreuzthal-Eisenbach, lângă Isny, în Allgäu, din 1942. Mai târziu, li s-a alăturat pictorul și prietenul de familie Erwin Bowien (1899-1972), care revenise în Germania în 1942, după zece ani petrecuți în Țările de Jos, fiind în permanentă fugă de autoritățile naziste. Tatăl ei, Hanns Heinen, i-a urmat în 1944, după ce a publicat un articol despre realitatea din Germania. La scurt timp, au sosit ordine de arestare pentru el și Bowien, ceea ce, conform relatărilor lui Heinen, a fost un șoc pentru „factorul poștal din sat”.
Între 1948 și 1954, Bettina a studiat la liceul de fete „August Dicke” din Solingen, unde un profesor i-a remarcat și încurajat talentul. Prima sa instruire în domeniul artistic a fost sub îndrumarea lui Erwin Bowien, care a rămas mentorul ei până la moartea acestuia. Din 1954, Bettina a frecventat Werkschulen din Köln, unde a studiat pictură murală monumentală sub îndrumarea lui Otto Gerster, în cadrul căreia a primit trei cursuri pregătitoare. În 1955, lucrările Bettinei Heinen – 20 de acuarele și desene – au fost expuse pentru prima dată în Kursaal din Bad Homburg. Picturile tinerei de 18 ani au fost incluse de Hanna Bekker vom Rath, proprietarea galeriei din Frankfurt, în expoziția de grup „Artă germană contemporană” (1955/56), în cadrul căreia lucrările sale au fost prezentate alături de cele ale unor artiști renumiți, precum Karl Schmidt-Rottluff, Paul Klee, Max Beckmann, Max Ernst, Ernst Ludwig Kirchner, și Käthe Kollwitz, în cadrul unui turneu în America de Sud, Africa și Asia. Schmidt-Rottluff i-a dat un sfat important: „Bettina, rămâi fidelă ție însăți!”
Această perioadă a fost urmată de studii cu Hermann Kaspar la Academia de Artă din München și de o călătorie în Ticino, Elveția. Din 1958, Bettina a studiat la Academia Regală Daneză de Artă din Copenhaga și a început să viziteze frecvent Norvegia, unde și-a cumpărat o căsuță la poalele lanțului muntos Seven Sisters. În 1959 și 1962, Bettina Heinen a primit burse de la Ministerul Culturii din Renania de Nord-Westfalia. În 1962, a călătorit pentru prima dată în Africa de Nord, fiind invitată la Cairo de către Institutul Cultural German.
În Paris, Bettina l-a cunoscut pe viitorul ei soț, algerianul Abdelhamid Ayech (1926-2010), pe care l-a întâlnit în Jardin du Luxembourg, în timp ce picta alături de Bowien. La doi ani după nașterea fiicei sale Diana în 1961, familia s-a mutat în Guelma, Algeria, orașul natal al lui Ayech, după ce Algeria și-a obținut independența față de Franța. Fiul lor, Haroun, s-a născut în 1969. În deceniile următoare, Bettina Heinen-Ayech și-a împărțit viața între Solingen și Algeria, unde devenise o prezență cunoscută, căutând subiecte de pictură din mașina sa, „un vehicul care fusese cândva un R4”, cu „inevitabilul suport de țigară în colțul gurii”. Dragostea ei pentru Algeria se baza, de asemenea, pe iubirea față de soțul ei, Hamid, un „om liber și curajos”, potrivit lui Heinen.
În 1968, primele lucrări ale Bettinei Heinen-Ayech au fost achiziționate de Muzeul Național din Alger (Musée National des beaux-arts d'Alger), și în 1976, i s-a acordat Marele Premiu al orașului Alger. În același an, a devenit președinta Cercului Prietenilor lui Erwin Bowien (Bowien murise în 1972). În 1992, a avut loc o retrospectivă cu 120 de picturi la Musée National des beaux-arts d'Alger. În 2004, o a doua mare retrospectivă a lucrărilor sale a fost expusă în Alger, sub patronajul ministrului culturii algerian, Khalida Toumi. În 2006, Bettina a fost din nou onorată de guvernul algerian. În același an, în absența sa, casa ei din Solingen a fost spartă, iar șase picturi de Erwin Bowien au fost furate în mod deliberat.
Până în 2018, lucrările Bettinei Heinen-Ayech au fost expuse în peste 100 de expoziții individuale și numeroase expoziții colective în Europa, America și Africa. Prenumele ei, „Bettina”, a fost consacrat ca nume artistic, inclusiv în ortografia arabă بتينا.Viața și opera Bettinei Heinen-Ayech au fost publicate în cărți și filme. În 2012, s-a întors pentru prima dată după război în Kreuzthal, în regiunea Allgäu din Germania, fiind însoțită de o echipă de televiziune de la Bayerischer Rundfunk.
Bettina Heinen-Ayech a murit la Munchen, pe 7 iunie 2020, la vârsta de 82 de ani. În 2020, o placă memorială dedicată ei și prietenilor săi dintr-o colonie de artiști a fost amplasată la casa în care a crescut, cunoscută sub numele de „Casa Neagră”.

## Opera

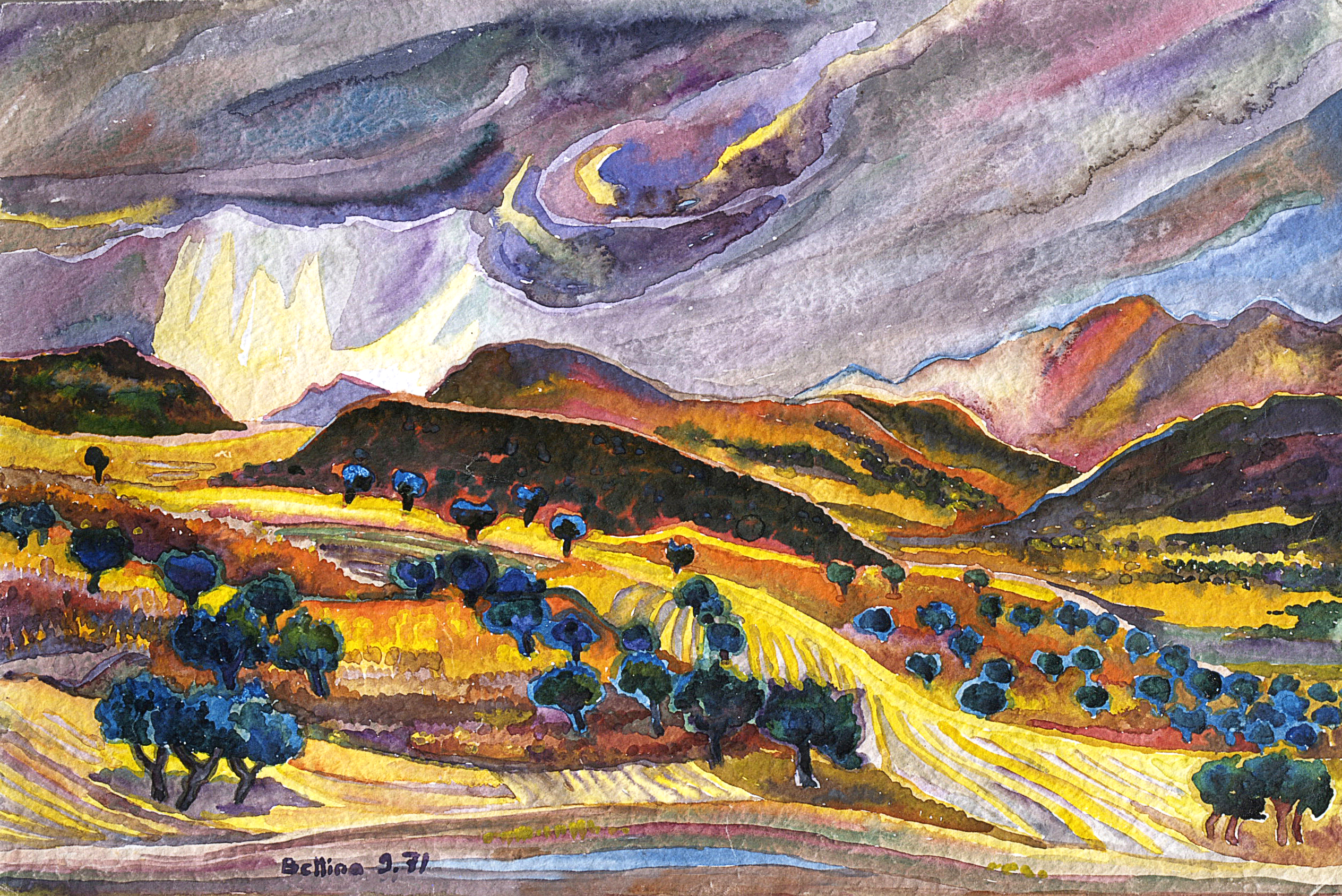
Furtună de vară în Algeria în 1974

Bettina Heinen-Ayech a stăpânit toate tehnicile picturii, dar s-a concentrat mai ales pe acuarelă. Ca pictoriță în aer liber, a realizat numeroase peisaje, mai rar portrete. Prin șederile sale în Algeria, și-a dezvoltat propria tehnică: din cauza aerului uscat din Guelma, acuarelele nu se amestecau între ele ca în Europa, ci se uscau rapid. Plecând de la asta și-a dezvoltat propria abordare: „Așez culorile puternice împreună ca într-un mozaic, tușă de culoare după tușă de culoare”, spune Bettina Heinen-Ayech. Atunci când sunt combinate, culorile intense creează o imagine vie a peisajelor și luminii din Algeria. În anii de terorism din anii 1990 până în anii 2000, a spus că a reușit să picteze doar portrete, naturi statice și scene privite de la fereastră în Algeria, deoarece nu putea călători. Totuși, în Algeria, Heinen-Ayech nu a putut picta portrete sau naturi statice.
În Algeria, însă, nu doar tehnica sa s-a schimbat, ci și personalitatea ei, potrivit Bettinei Heinen-Ayech. S-a desprins de „prejudecățile europene” și a „ascultat” frumusețea naturii din Guelma: „Muntele sudic, Mahouna, câmpiile sale, mă captivează și îmi trezesc toate simțurile, păstrându-mi fanteziile. Pictez această regiune primăvara, când verdele câmpiilor, presărat cu roșul macilor, strălucește în toate nuanțele sale, departe de verdele dens al Europei; vara, când vârfurile albastre și violete se ridică deasupra aurului minunat al câmpurilor de grâu; iarna, când roșul pământului are o forță incredibilă, atât de dificil de redat!”
În 1967, jurnalistul Max Metzker scria despre Bettina Heinen-Ayech în Düsseldorfer Nachrichten: „Ea reușește să facă un peisaj accesibil chiar și celor care nu l-au văzut niciodată. Portretele ei nu sunt doar imagini ale oamenilor, ci și descrieri ale sufletului.”